# Петерсон, Александр Христофорович
Александр Христофорович Петерсон (1759—1825) — участник Отечественной войны 1812 года, кавалер ордена Св. Георгия 4-й степени. Действительный статский советник.

## Биография
Родился в 1759 году, сын посла в Баварии Христофора Петерсона.
В службу вступил 14 декабря 1784 года сержантом в Измайловский полк. 17 января 1797 года выпущен подпоручиком в Санкт-Петербургский гренадерский полк и 22 октября того же года уволен в отставку.
В 1806 году вновь поступил на службу в милицию адъютантом к областному начальнику 2-й области генералу от инфантерии Беклешову; 14 сентября 1807 года пожалован камер-юнкером и в 1809 году причислен к Берлинской миссии.
Перед началом Отечественной войны 1812 года, 3 июня Петерсон поступил на военную службу подпоручиком. За отличия в делах под Витебском и Смоленском был награждён орденом Св. Владимира с бантом, а за Бородино где он был ранен пулей в голову золотым оружием.
6 февраля 1813 года он был переведён за отличие в кавалергарды, с производством в поручики; 23 марта того же года произведен в штабс-ротмистры. В кампанию 1814 года он состоял при отряде А. Х. Бенкендорфа и отличился в деле при Лувене, где взял 21 орудие, из которых 16 утопил, за что он был награждён орденом Св. Георгия 4-й степени.
30 августа 1814 года был уволен от военной службы, с производством в действительные статские советники, пожалованием камергером и причислением к коллегии иностранных дел. В 1818 году уволен в бессрочный отпуск, а 19 декабря 1825 года был исключён из списка умершим.

### Семья
Жена — Эмилия Элеонора фон Ботмер (во втором браке жена поэта Тютчева). Их дети:
- Карл (1819—1875)
- Отто (1820—1883)
- Александр (1823—?)
- Альфред (1825—1860)

Старшие три сына окончили Морской кадетский корпус в Петербурге, младший воспитывался в Мюнхене.